# Frontenac Islands (Ontario)
Frontenac Islands to gmina (ang. township) w Kanadzie, w prowincji Ontario, w hrabstwie Frontenac.
Powierzchnia Frontenac Islands to 174,99 km². Według danych spisu powszechnego z roku 2001 Frontenac Islands liczy 1638 mieszkańców (9,36 os./km²). Mieszkańcy rozsiani są głównie w pojedynczych domach. Jedyną zwartą miejscowością w gminie jest Marysville na Wolfe Island z populacją około 400 osób.